# Ландыш Кейзке
Ла́ндыш Ке́йзке, либо Ландыш Ке́йске, Ландыш дальневосто́чный (лат. Convallaria keiskei) — вид однодольных растений рода Ландыш (Convallaria) семейства Спаржевые (Asparagaceae). Растение впервые описано в 1867 году нидерландским ботаником Фридрихом Антоном Вильгельмом Микелем и названо им в честь японского ботаника Кейсуке Ито (1803—1901).
Как правило (но не всегда) считается синонимом ландыша майского (Convallaria majalis) — Convallaria majalis var. keiskei (Miq.) Makino.

## Распространение, описание
Встречается от юго-восточной Сибири до Японии. В России распространён в Сахалинской, Амурской, Иркутской областях, Приморском, Хабаровском и Забайкальском краях.
Растёт в лиственных и смешанных лесах а также по безлесым склонам сопок (горельникам, вырубкам), в последнем случае растение более мелкое, но цветёт и плодоносит значительно раньше. Период начала цветения растения сильно зависит от местных климатических условий и может варьироваться от середины мая до конца июня.
Многолетнее травянистое растение 12—18 см высотой. Листья двух типов: чешуевидные коричневатого или фиолетового оттенка, по 3—6 на каждом растении, и по 1—3 длинночерешковых прямостоячих зелёных листа. Соцветие кистевидное, несёт 3—10 склонённых книзу цветка. Плод — шарообразная ягода красного цвета.

## Значение, меры предосторожности
Надземная часть растения используется в медицине. Выращивается как декоративное растение.
Ядовит.